# アイム・ソー・タイアード
「アイム・ソー・タイアード」（I'm So Tired）は、ビートルズの楽曲である。1968年に発表された9作目のイギリス盤公式オリジナル・アルバム『ザ・ビートルズ』に収録された。レノン＝マッカートニー名義となっているが、ジョン・レノンによって書かれた楽曲。1968年春にインドに滞在していた時期に書かれた楽曲で、歌詞では1日中瞑想をしていたことにより不眠症に陥り、精神的に疲れたレノンの心情が描かれている。1968年5月にイーシャーにあるジョージ・ハリスンの自宅でデモ音源がレコーディングされたのち、同年10月8日にEMIレコーディング・スタジオで正式なレコーディングが行われた。

## 背景・曲の構成
1968年春にビートルズは、インドのリシケーシュを訪れ、マハリシ・マヘーシュ・ヨーギーのもとで超越瞑想の修行を行っていた。修行を始めてから4週目に入った頃、レノンは禁止されていた煙草やアルコールを欲するようになっていた。また、レノンは当時まだ恋人であったオノ・ヨーコを呼び寄せることを考えていたが、当時の妻であるシンシア・レノンと共に生活するため、ためらい取りやめた。リシケーシュで書かれた本作は、同じくレノン作の「アイム・オンリー・スリーピング」に通ずる気怠い印象を持った楽曲で、精神的に疲れたレノンの心情が描かれている。当時についてレノンは、1980年に「1日中瞑想をしていたせいで、夜眠れなくなってしまってね。そのせいですごく疲れていた」と振り返っている。
歌詞には、イギリスに喫煙の習慣を広めたウォルター・ローリー卿が登場しており、喫煙の習慣に対する嫌悪感を表現をするために「And curse Sir Walter Raleigh（そしてウォルター・ローリー卿を呪ってやるんだ）」と歌われている。このフレーズについてポール・マッカートニーは「古典的なくだり。すごくジョンらしい」と語っている。
インドからの帰国後の1968年5月に、イーシャーにあるハリスンの自宅でデモ音源のレコーディングが行われた。この5か月後にスタジオでのレコーディングが行われたが、歌詞の変更は行われなかった。当時レコーディングされたデモ音源は、2018年に発売された『ザ・ビートルズ (ホワイト・アルバム)〈スーパー・デラックス・エディション〉』のCD3に収録された。
1980年の『プレイボーイ』誌のインタビューで、レノンは「僕のお気に入りの曲の1つ。とにかくサウンドが良くて、歌も悪くないんだ」と語っている。

## レコーディング
「アイム・ソー・タイアード」のレコーディングは、1968年10月8日にEMIレコーディング・スタジオのスタジオ2で行われ、1回のセッションでオーバー・ダビングも含めて完成した。
レコーダーのトラック1にマッカートニーのベース、トラック2にリンゴ・スターのドラム、トラック3にレノンのリズムギターとハリスンのリードギター、トラック4にレノンのリード・ボーカルが録音された。この日にレコーディングされたテイクのうち、テイク14がメンバー全員が満足する仕上がりになり、トラック5にハーモニー・ボーカル、トラック6にエレクトリックピアノとギター、追加のドラム、トラック7にテープボックスに「遠く離れたエレクトリック・ギター」と記されたパートがオーバー・ダビングが施された。このうち、トラック5に録音されたハーモニー・ボーカルとトラック7に録音されたギターのパートは、最終ミックス時に消去された。
曲の最後にレノンの口籠もったような呟きが収録されており、これを逆再生すると「Paul is a dead man. Miss him. Miss him. Miss him」と聞こえるということから、1969年に広まった「ポール死亡説」の証拠の1つとして挙げられた。なお、実際には「Monsieur, monsieur, how about another one?（旦那さん、旦那さん、もう一ついかが？）」と呟いている。

## 評価
2018年に『インデペンデント』誌のジェイコブ・ストルワーシーは、アルバム『ザ・ビートルズ』収録曲を対象としたランキングで、本作を18位に挙げた。本作について、ストルワーシーは「ジョン・レノンの物憂いボーカルは、今日まで驚くほど魅了され続けている。レノンがお気に入りとしているこの楽曲は『リボルバー』に収録の『アイム・オンリー・スリーピング』の続編としてみると最高だ」と評している。

## クレジット
※出典
- ジョン・レノン - リード・ボーカル、エレクトリック・ギター（リズムギター）、オルガン、ハーモニー・ボーカル（マスターでは未使用）
- ポール・マッカートニー - バッキング・ボーカル、ベース、エレクトリックピアノ、ハーモニー・ボーカル（マスターでは未使用）
- ジョージ・ハリスン - エレクトリック・ギター（リードギター）、ハーモニー・ボーカル（マスターでは未使用）
- リンゴ・スター - ドラム

## カバー・バージョン
- フィッシュ - 1994年10月31日にニューヨークで開催されたアルバム『ザ・ビートルズ』に収録の全曲をカバーするライブで演奏。このライブでの演奏は、2002年に発売された4枚組のライブ・アルバム『LIVE PHISH 13　10.31.94』で音源化された[9]。